# Нахарі (Коті)
Наха́рі (яп. 奈半利町, なはりちょう, МФА: [nahaɾʲi t͡ɕoː]?) — містечко в Японії, в повіті Акі префектури Коті.  Отримало статус містечка 1916 року. Площа становить 28,32 км². Станом на 1 липня 2012 року населення складало 3457  осіб, густота населення — 122 осіб/км².   

## Демографія
Згідно з даними перепису населення Японії, населення Нахарі стабільно зменшується з 50-х років. Станом на 1 жовтня 2020 року населення складало 3034 осіб, з яких чоловіків — 1399 осіб, жінок — 1635 осіб. Густота населення — 106,9 осіб/км².

## Галерея

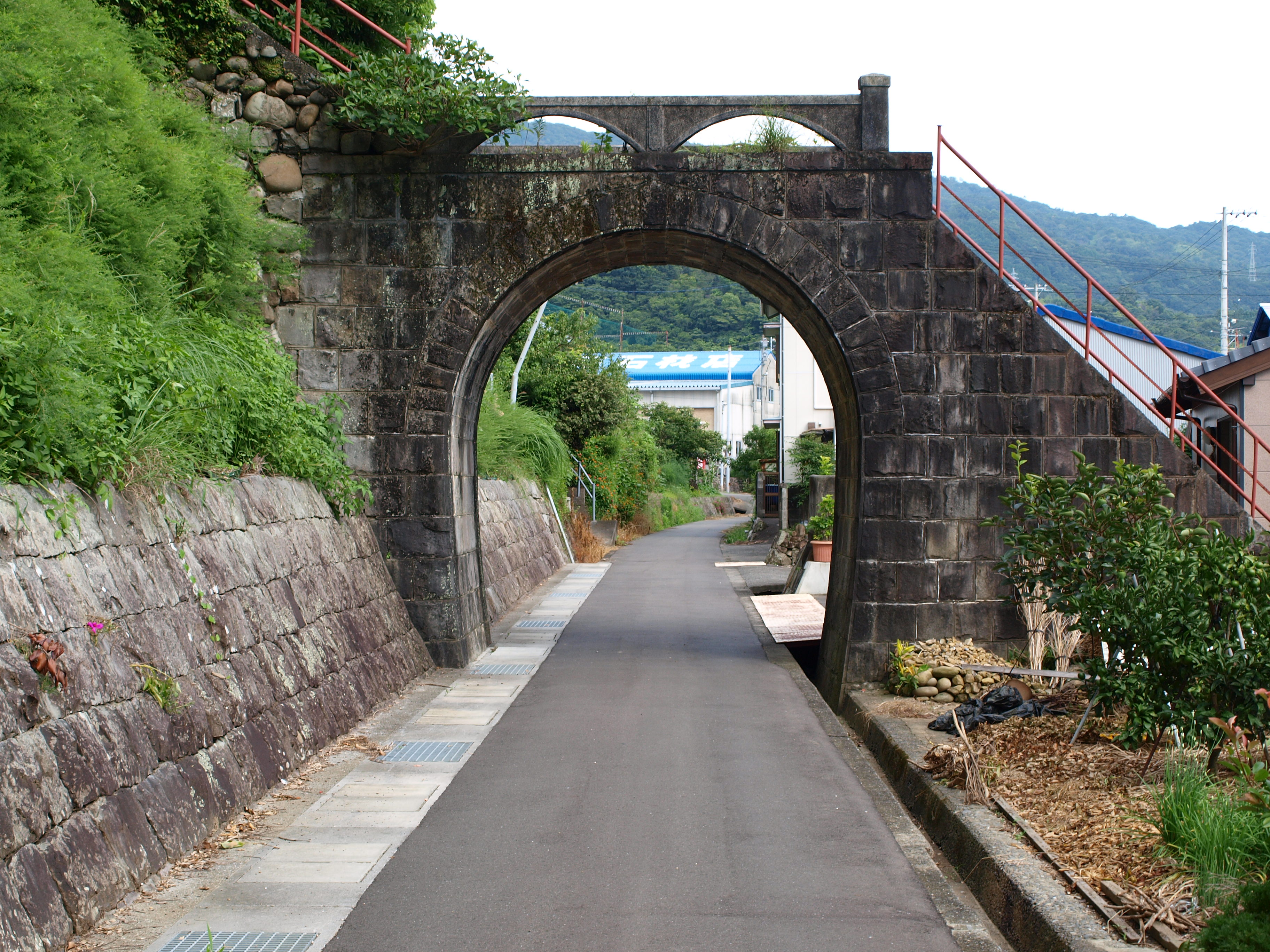
Міст над залізницею в Нахарі
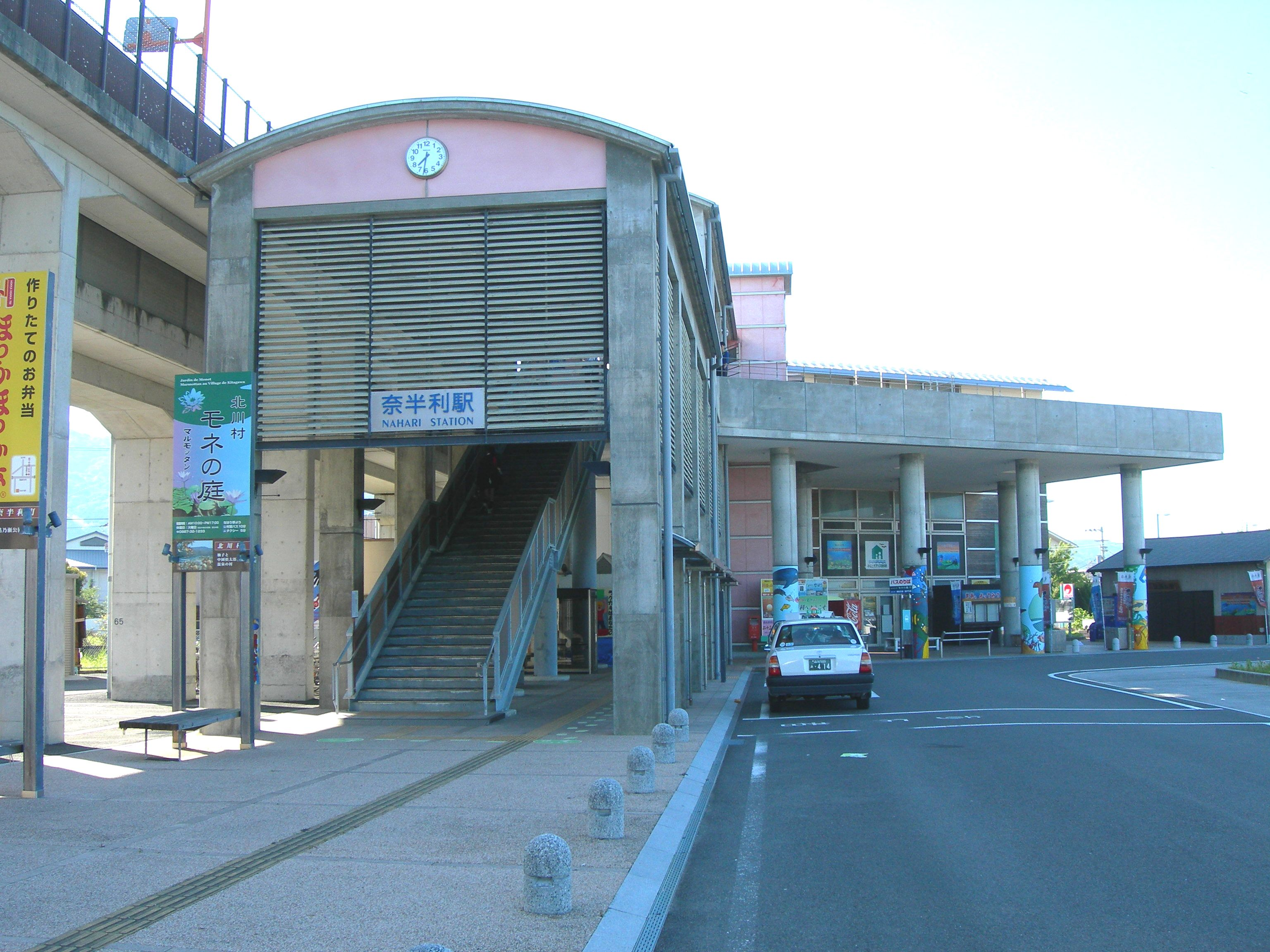
Залізнична станція в Нахарі
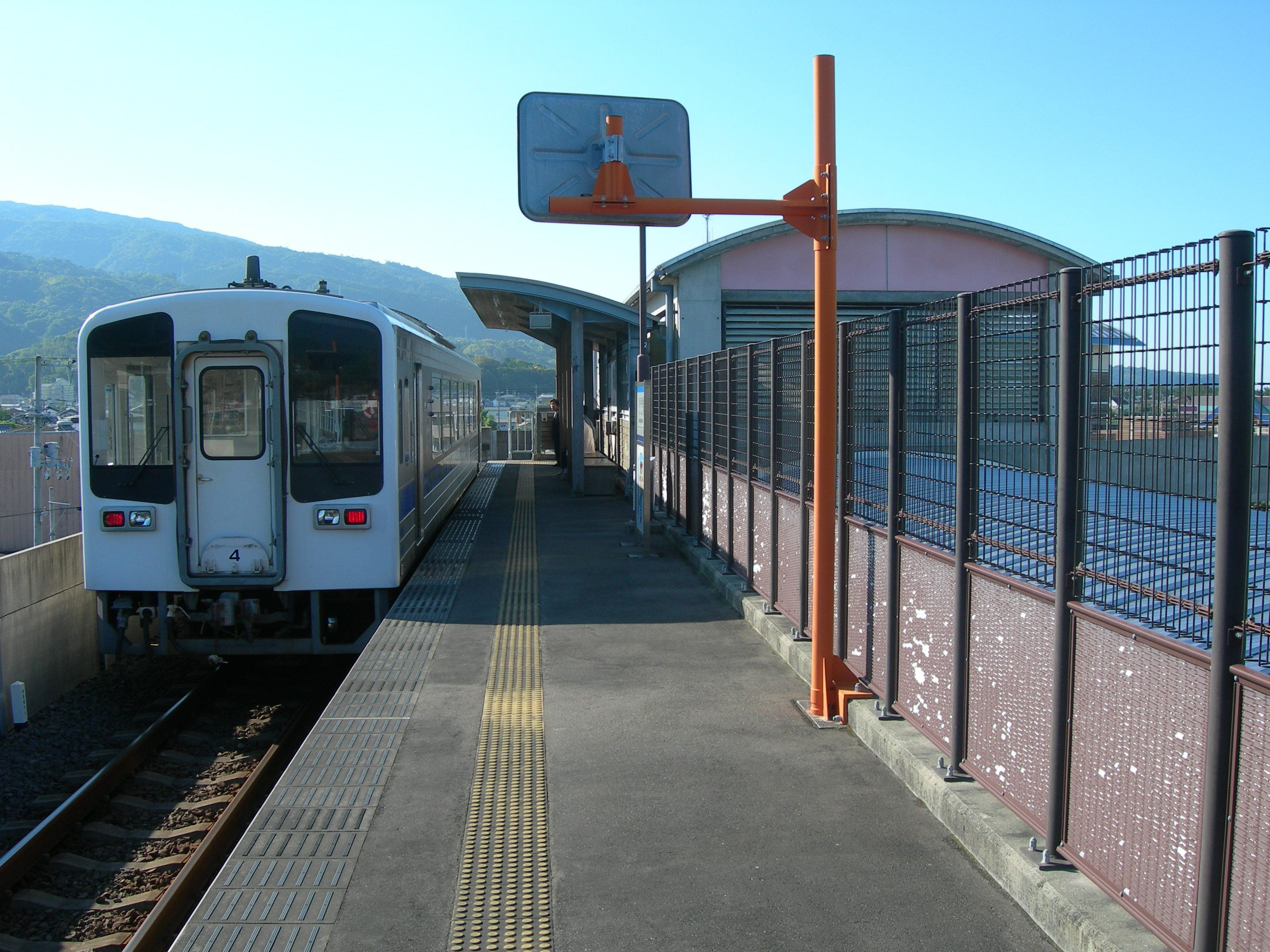
Потяг на залізничній станції в Нахарі